# 環状銀河

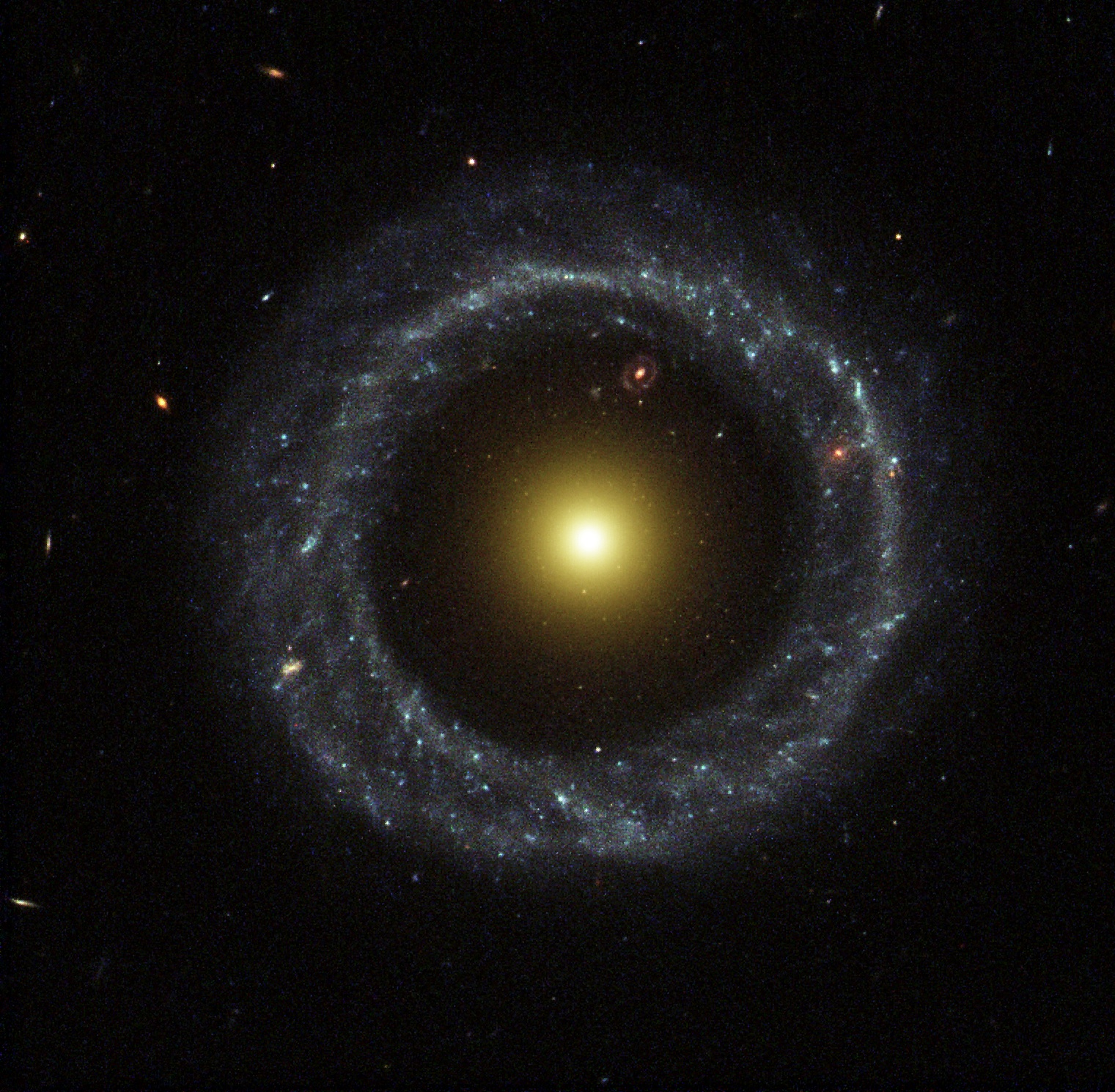
環状銀河であるホーグの天体。背景には、別の赤色の環状銀河も見える。

環状銀河（かんじょうぎんが、英: Ring galaxy）は、環状（リング状）に見える銀河である。

## 概説
1950年にアート・ホーグが発見したホーグの天体（Hoag's Object）は環状銀河の代表的な例である。環には、質量が大きく比較的若い青色の恒星が多く、非常に明るい。中心部には比較的明るい恒星は少ない。環状銀河は、小さな銀河が大きな銀河の中心付近を通過する時に生成されると考える天文学者もいる。ほとんどの銀河は、何も無い空間から成り立っているため、このような「衝突」では、滅多に実際の恒星同士の衝突が起こることはない。しかし、このような出来事による重力分裂は、星形成の波を大きな銀河の中で伝播させる。また、ある銀河の周りに外部からの降着が起こり、その後、降着物質の衝撃と圧縮のため、降着物質の中で星形成が始まってこのような銀河が形成されると考える天文学者もいる。

## 環状銀河の代表的な例
括弧内は天体が位置している星座の領域を指す。
- ホーグの天体（へび座の頭部）
- 車輪銀河（ちょうこくしつ座）
- AM 0644-741（とびうお座）
- LEDA 1000714（コップ座）
- NGC 7742（ペガスス座）
- Arp 147（くじら座）
- NGC 7098（はちぶんぎ座） - 二重棒渦巻銀河で、環状の構造が二重に見える非常に珍しい形状。